# 666 г. пр.н.е.

## Събития

### В Азия

#### В Асирия
- Цар на Асирия е Ашурбанипал (669/8 – 627 г. пр.н.е.).[1]
- Шамаш-шум-укин (668 – 648 г. пр.н.е.) е цар на Вавилон и управлява като подчинен на своя брат Ашурбанипал.[2]
- Вероятно през тази година завършва египетската кампания на асирийския цар, по време на която Ашурбанипал покорява Долен Египет и войските му достигат до Тива.[3]

#### В Елам
- Цар на Елам e Уртаку (675 – 664 г. пр.н.е.).[4]

### В Африка
- Прогоненият от Египет фараон Тахарка (690 – 664 г. пр.н.е.) вероятно се оттегля в Напата, град който е столица на Куш, откъдето произлизат той и неговата династия.[5]